# Dadapan (Sedan)
Dadapan is een bestuurslaag in het regentschap Rembang van de provincie Midden-Java, Indonesië. Dadapan telt 2928 inwoners (volkstelling 2010).